# Manhalli, Basavakalyan
Manhalli là một làng thuộc tehsil Basavakalyan, huyện Bidar, bang Karnataka, Ấn Độ.